# Nymans

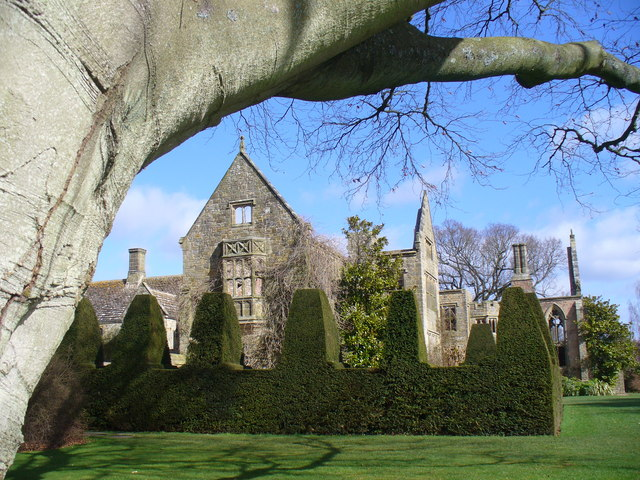
Ruine des Herrenhauses Nymans

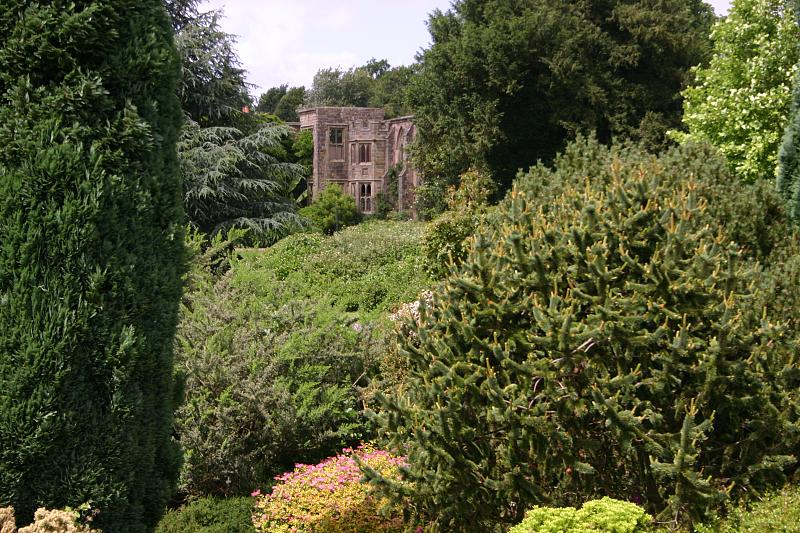
Gartenansicht mit Ruine

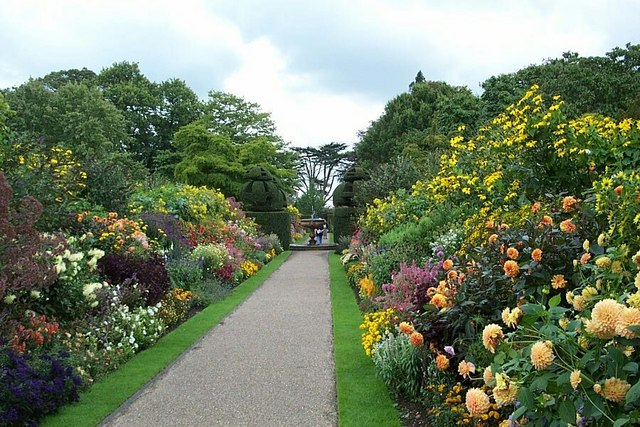
Gartenansicht

Nymans ist eine Englischer Landschaftsgarten mit den Ruinen eines Herrenhauses nordwestlich von Haywards Heath in West Sussex, England. Der Garten wurde von drei Generationen der aus Deutschland stammenden jüdischen Familie Messel angelegt und weiterentwickelt. Seit 1953 ist Nymans im Besitz des National Trusts. Die Parkanlage umfasst 20 ha Garten und 111 ha Wald. 

## Geschichte
1890 kaufte der aus Deutschland eingewanderte Bankier Ludwig Ernest Wilhelm (1847–1915) das Anwesen Nymans. Er ließ seinen Bruder, den erfolgreichen deutsche Architekten Alfred Messel (1853–1909), ein neues Herrenhaus planen, welches das alte Regency-Haus ersetzen sollte. Die Errichtung erfolgte 1892 durch örtliche Bauunternehmen. Die Parkanlage wurde 1895 von James Comber angelegt.
Ludwigs Sohn, Oberst Leonard Messel (1872–1953), erbte 1915 Nymans und ersetzte auf Wunsch seiner Frau Maud (1875–1960), Tochter des Zeichners und Karikaturisten Edward Linley Sambourne (1844–1910), das Herrenhaus durch ein Gebäude im mittelalterlichen Baustil. Der englische Architekten Norman Evill (1873–1958) entwarf 1922 den Neubau. Nachdem er sich zwei Jahre später bei der Bauausführung mit Maud überworfen hatte, übernahm der britische Architekt Walter Tapper (1861–1935) die Fertigstellung des Herrenhauses. Ludwig und Maud ließen auch den Garten nach Norden erweitern. Dieser erreichte in den 1930er Jahren seinen Höhepunkt und wurde regelmäßig für die Öffentlichkeit zugänglich gemacht.
Nach dem Zweiten Weltkrieg brannte das Haus 1947 komplett nieder. Nur ein kleiner Teil wurde wieder aufgebaut, der Rest bestand als Gartenruine weiter. Nach Leonard Messels Tod wurde Nymans 1953 dem National Trust geschenkt. Nymans war einer der ersten Gärten, die der Trust übernahm. Anne Messel (1902–1992), Leonard Messels Tochter und Mutter von Antony Armstrong-Jones, 1. Earl of Snowdon, lebte weiterhin bis zu ihrem Tod in dem wiederaufgebauten Teil des Hauses und war als dessen Gartendirektorin tätig.
Der Garten erlitt bei einem großen Sturm im Oktober 1987 erhebliche Schäden, insbesondere bei seinem historischen Baumbestand.